# Rohm
Rohm Semiconductor (ローム株式会社 Rōmu Kabushiki-gaisha) er en japansk elektronikproducent med hovedkvarter i Kyoto. Rohm blev oprettet som "Toyo Electronics Industry Corporation" af Kenichiro Sato (佐藤 研一郎) 17. september 1958.
Tidligere blev den kaldt R.ohm, men i 1979 blev navnet ændret til Rohm.
Oprindeligt producerede de elektriske modstande. I dag er 80 % af produktionen halvledere og integrerede kredsløb.